# Torneo de Copa (Panamá)
El Torneo de Copa de Panamá (llamado en sus primeras dos ediciones Copa Cable Onda Satelital, por razones de patrocinio) fue un torneo futbolístico por eliminación directa que se disputaba anualmente entre los clubes de la Liga Panameña de Fútbol; los clubes de la Liga Nacional de Ascenso y los equipos campeones y subcampeones de las Ligas Provinciales, los cuales participaban en la Copa Rommel Fernández del mismo año. 
Con este nuevo torneo de Copa, la Federación Panameña de Fútbol buscó llevar el fútbol nacional a todos los rincones del país y promover la competencia entre equipos de todos los niveles para poder realizar un análisis cualitativo de cuál es el verdadero nivel del fútbol panameño, además de ofrecer la oportunidad de llevar a los equipos de fútbol más grandes del país a los aficionados de provincias, quienes habitualmente no tienen la oportunidad de ver de cerca un partido con grandes figuras del patio.
Su desaparición se dio en el año 2019, luego de que los clubes de primera división presentarán problemas económicos y no se llegará a un acuerdo con la federación para la realización de la misma.

## Sistema de competencia

### Copa Cable Onda Satelital
La primera edición de la Copa Cable Onda Satelital se jugó en la temporada 2015-2016 y en la misma participaron los diez clubes de la Liga Panameña de Fútbol (LPF), los 14 clubes de la Liga Nacional de Ascenso (LNA) y ocho equipos de Ligas Provinciales.
La final la jugaron los oncenos de San Francisco FC y Chepo FC, definiéndose la misma mediante lanzamientos desde el punto penal a favor de los "Monjes" por 5-4 luego de haber empatado a cero en tiempo regular. 
Para la temporada siguiente, se amplía la participación de los equipos de Ligas Provinciales de ocho a 24, esto con la idea de dar mayor participación a estos equipos y con el propósito de llevar el fútbol a todos los rincones del país.
La final la jugaron Santa Gema FC y CD Centenario, siendo campeón Santa Gema al ganar 2-1.

### Torneo de Copa
Luego de una temporada de ausencia, la FEPAFUT retoma este torneo el cual, como ya se ha comprobado tiene gran aceptación en todo el país.
En la edición 2018-2019 jugarán los diez clubes de la Liga Panameña de Fútbol, los diez de la Liga Nacional de Ascenso, así como los equipos campeones y subcampeones de las Ligas Provinciales.

## Finales
| Temporada                 | Campeón                                                                                             | Resultado                                                                                           | Finalista                                                                                           | Sede de la Final                                                                                    |
| Copa Cable Onda Satelital | Copa Cable Onda Satelital                                                                           | Copa Cable Onda Satelital                                                                           | Copa Cable Onda Satelital                                                                           | Copa Cable Onda Satelital                                                                           |
| ------------------------- | --------------------------------------------------------------------------------------------------- | --------------------------------------------------------------------------------------------------- | --------------------------------------------------------------------------------------------------- | --------------------------------------------------------------------------------------------------- |
| AP. 2015                  | San Francisco (1)                                                                                   | 0 - 0 (5-4 pen.)                                                                                    | Chepo                                                                                               | Estadio Maracaná, Ciudad de Panamá                                                                  |
| 2016-17                   | Santa Gema (1)                                                                                      | 2 - 1                                                                                               | Centenario                                                                                          | Estadio Maracaná, Ciudad de Panamá                                                                  |
| 2017-18                   | Durante esta temporada no se realizó el torneo por indisposición de los clubes de primera división. | Durante esta temporada no se realizó el torneo por indisposición de los clubes de primera división. | Durante esta temporada no se realizó el torneo por indisposición de los clubes de primera división. | Durante esta temporada no se realizó el torneo por indisposición de los clubes de primera división. |
| Torneo de Copa Panamá     | | | | |
| 2018-19                   | Costa del Este (1)                                                                                  | 1 - 1 (4-3 pen.)                                                                                    | Universitario                                                                                       | Estadio Maracaná, Ciudad de Panamá                                                                  |
| 2019-25                   | Durante estas temporada no se realizó el torneo por la reestructuración de las diferentes ligas.    | Durante estas temporada no se realizó el torneo por la reestructuración de las diferentes ligas.    | Durante estas temporada no se realizó el torneo por la reestructuración de las diferentes ligas.    | Durante estas temporada no se realizó el torneo por la reestructuración de las diferentes ligas.    |

## Palmarés
En la siguiente tabla se muestran todos los clubes que han disputado alguna vez una final de Copa. Aparecen ordenados por número de títulos conquistados. A igual nº de títulos por nº de subcampeonatos y si persiste la igualdad, por antigüedad de su primer título o participación. 
| Equipo              | Finales | Títulos | Subcampeonatos | Años campeón | Años subcampeón |
| ------------------- | ------- | ------- | -------------- | ------------ | --------------- |
| Costa del Este F.C. | 1       | 1       | 0              | 2019         | -               |
| San Francisco F.C.  | 1       | 1       | 0              | 2015         | -               |
| Santa Gema F.C. (†) | 1       | 1       | 0              | 2017         | -               |
| Chepo F.C. (†)      | 1       | 0       | 1              | -            | 2015            |
| C.D. Centenario     | 1       | 0       | 1              | -            | 2017            |
| C.D. Universitario  | 1       | 0       | 1              | -            | 2019            |

- †: Equipo desaparecido.
- : Adquirido por otro equipo.

## Goleadores por edición
| Temporada | Jugador                                                                          | Equipo                                                                           | Goles                                                                            |
| --------- | -------------------------------------------------------------------------------- | -------------------------------------------------------------------------------- | -------------------------------------------------------------------------------- |
| 2015      | Sergio Moreno                                                                    | Chorrillo FC                                                                     | 5                                                                                |
| 2016-17   | José Gómez                                                                       | Santa Gema FC                                                                    | 7                                                                                |
| 2017-18   | Durante esta temporada no se disputó el torneo por falta de recursos económicos. | Durante esta temporada no se disputó el torneo por falta de recursos económicos. | Durante esta temporada no se disputó el torneo por falta de recursos económicos. |
| 2018-19   | Yairo Yau Fernando Guerrero José Gómez Eliécer García                            | Sporting San Miguelito Alianza FC Tauro FC Élite FC                              | 3                                                                                |